# 杉浦優來
杉浦 優來（すぎうら ゆうら、2007年1月5日 - ）は、日本の元アーティスト、元女優、元歌手、元ダンサー。Lucky2の元メンバー（2023年2月頃から2025年3月31日までリーダー）。lovely2の元メンバー。

## 来歴
2020年7月から、ガールズ×戦士シリーズ第4作となる『ポリス×戦士 ラブパトリーナ!』に七色ソラ/ラブパトシャイン役で出演し、「ラブキッラリン!輝いています!」という決め台詞がある。同番組から派生したユニット、lovely2のメンバーとして活動。
2021年4月28日に発売されたGirls2の4thEP『Girls Revolution/Party Time!』に収録されている楽曲、「Girls Revolution」「STARRRT!」にlovely2として参加した。
6月13日に行われたlovely2の配信ライブで、山口莉愛と共に新ユニット「Lucky2」へ加入することを発表。これにより、lovely2としての活動は同年6月30日をもって終了した。
2021年7月から『おはスタ』に「おはスタ調査隊」の見習い調査隊員としてレギュラー出演を開始。同年10月におはガールのメンバーに昇格し、2022年3月まで活動した。
2025年2月22日　2025年3月末でLucky²並びに、事務所SL Square LLP.を卒業することを発表。
2025年3月31日 グループ卒業と事務所を正式に退社。

## 人物
- EXPG STUDIO TOKYO 出身[1]
- 趣味：トレカシールデコ、ゲーム、アニメ観賞
- 特技：ウクレレ、ファッションコーディネート
- 好きな食べ物：抹茶のお菓子、マヌカハニーのど飴、ラザニア、たらこパスタ
- 好きな飲み物：抹茶、ミルクティー、カルピス、
- 好きな漫画/アニメ：『約束のネバーランド』、『ヒプノシスマイク -Before The Battle-』、『アイドリッシュセブン』、『ツルネ ―風舞高校弓道部－』、『A3!』、『僕のヒーローアカデミア』、『ハイキュー!!』、『アイカツ!』、『グラゼニ』、『乙女ゲームの破滅フラグしかない悪役令嬢に転生してしまった…』
- 好きなYouTuber/インフルエンサー：エミリン、丸山礼、本望あやか
- 好きなスポーツ：バレーボール
- 好きなゲーム：『悪魔執事と黒い猫』、『アイドリッシュセブン』、『A3!』、『プロジェクトセカイ カラフルステージ！ feat. 初音ミク』、『ハイキュー!! TOUCH THE DREAM』
- 好きな映画：『リメンバー・ミー』、『美女と野獣』、『アラジン』、『アイカツ！ 10th STORY ～未来へのSTARWAY～』、『竜とそばかすの姫』、『グレイテスト・ショーマン』、
- 好きな本：『えんとつ町のプペル』、『あのとき、僕らの歌声は。』
- 好きな曲：AAA『WAY OF GLORY』、宇野実彩子『めずらしい夜』、mirage2『キセキ』、Girls2『Flutter』、羽多野渉『ハートシグナル』、斉藤壮馬『フィッシュストーリー』、乃木坂46『帰り道は遠回りしたくなる』、miwa『片想い』、IDOLiSH7『RESTART POiNTER』
- 好きな絵文字：💓💞💘🧡💛☀️🌟😉🙄🤓
- 好きな動物：猫、犬、ウサギ、イルカ、
- 好きなファッション：ガーリー系、フェミニン系、ストリート系
- 憧れの人：AAA、宇野実彩子、原田都愛
- 座右の銘：「何事もチャレンジしてみる」
- アーティストでなかったらやってみたい職業：歌って踊れる保育園の先生、声優、アニメのグッズ開発、テーマパークのキャスト

- 以前はエイベックス・アーティストアカデミーに受講生として所属しており、エイベックス主催の『キラット☆エンタメ チャレンジ・コンテスト2014』ではモデル部門で決勝大会に出場した[6]。

## 出演

### テレビドラマ
- ガールズ×戦士シリーズ （テレビ東京）
  - ポリス×戦士 ラブパトリーナ!（2020年7月26日 - 2021年6月27日） - 七色ソラ / ラブパトシャイン 役
  - ビッ友×戦士 キラメキパワーズ! 第7話（2021年8月22日）- 七色ソラ / ラブパトシャイン 役
  - リズスタ -Top of Artists!- 第31話（2022年11月06日）- 七色ソラ 役

### バラエティ
- おはスタ（テレビ東京） 
  - 「おはスタ調査隊」見習い調査隊員（2021年7月5日 - 9月）
  - おはガール（2021年10月6日 - 2022年3月25日） - 木曜日担当[7]

### テレビアニメ
- トミカ絆合体 アースグランナー 第51話（2021年3月28日、テレビ大阪） - 七色ソラ / ラブパトシャイン 役（ゲスト出演）
- ガル学。II 〜Lucky Stars〜（2022年、テレビ東京） - ユウラ 役[8]

### 映画
- 劇場版 ひみつ×戦士 ファントミラージュ! 〜映画になってちょーだいします〜（2020年7月23日） - 役
- 劇場版 ポリス×戦士 ラブパトリーナ! ～怪盗からの挑戦！ ラブでパパッとタイホせよ！～（2021年5月21日） - 七色ソラ / ラブパトシャイン 役

### ラジオ
- Lucky2のラッキートーク! （2022年9月29日-、文化放送）
- Girls2ミサキとクレアのアニファン!（2023年6月29日、文化放送）